# Karl Andersson
Karl Bernhard Mauritz Andersson (født 9. februar 1899 i Stockholm, død 4. juli 1967) var en svensk-dansk filmfotograf, der efter at have begyndt som fotografassistent i Sverige, kom til Danmark og blev cheffotograf på en lang række danske spille- og dokumentarfilm fra først i 1930'erne til begyndelsen af 1960'erne. Blandt de mest markante film, hvor han stod bag kameraet, er Carl Th. Dreyers Vredens dag (1943).
Andersson begyndte som assistent allerede i 1915 og bistod Julius Jaenzon i optagelserne af film for kendte instruktører som Victor Sjöström og Mauritz Stiller, heriblandt Stillers filmatisering af Gösta Berlings saga (1924). I 1930 kom han til Danmark og arbejde for en række studier (Fotorama, 1930-37, ASA Film (1937-40), Palladium (1940-46), Danske Film Co. (1946-50), Politikens Filmjournal (1950-55) og Nordisk Film 1962-67); han arbejdede freelance i perioden 1955-62.

## Filmografi
Danske spillefilm, med mindre andet er angivet.
- Gustav Wasa, del I og del II (svensk, 1928, lydversion 1960)
- Paustians ur (1932)
- Med DSB gennem Danmark (dokumentar, 1935)
- Motorordonnanskorpset (dokumentar, 1936)
- Havet omkring Danmark (dokumentar, 1936)
- Der var engang en vicevært (1937)
- Den kloge mand (1937)
- Frøken Møllers jubilæum (1937, svensk udgave Fröken Julia jubilerar, 1938)
- Svensson ordnar allt! (1938)
- Kvaksalveren (svensk Kloka gubben, 1938)
- Julia paa glatis (svensk, 1938)
- Livet på Hegnsgaard (1938)
- Den mandlige husassistent (1938)
- Alarm (1938)
- Blaavand melder storm (1938)
- I dag begynder livet (1939)
- Nordhavets mænd (1939)
- De tre, måske fire (1939)
- Pigen fra Högbogården (svensk Folket på Högbogården, 1939)
- Genboerne (1939)
- Vestkystens helte (svensk Västkustens hjältar, 1940)
- Familien Olsen (1940)
- En desertør (1940)
- Pas på svinget i Solby (1940)
- Tobiasnætter (1941)
- Peter Andersen (1941)
- Wienerbarnet (1941)
- Det København, der forsvinder (dokumentar, 1941)
- Thi kendes for ret (dokumentar, 1942)
- Når bønder elsker (1942)
- Natekspressen (P. 903) (1942)
- Ta' briller på (1942)
- Regnen holdt op (1942)
- Erik Ejegods pilgrimsfærd (1943)
- Johannes V. Jensen (dokumentar, 1943)
- Vredens dag (1943)
- Den danske folkehøjskole (dokumentar, 1944)
- Familien Gelinde (1944)
- Det store ansvar (1944)
- Det kære København (1944)
- Den usynlige hær (1945)
- Brevet fra afdøde (1946)
- Billet mrk. (1946)
- Johannes V. Jensen (dokumentar, 1947)
- De gamle (dokumentar, 1947)
- Marshall-hjælp til dansk skibsfart (dokumentar, 1948)
- Polens børn (dokumentar, 1948)
- For børnenes skyld (dokumentar, 1948)
- Limfjordens perle (dokumentar, 1949)
- Vikingeskibet Hugin (dokumentar, 1949)
- Syge breve (dokumentar, 1949)
- Kongefilmen Frederik IX (dokumentar, 1949)
- Millionerne brænder (dokumentar, 1950)
- Vadehavet (dokumentar, 1950)
- Min kone er uskyldig (1950)
- Det danske stål - et moderne eventyr (dokumentar, 1953)
- Kvindegymnastikkens udvikling i Danmark (dokumentar, 1953)
- Dansk stål (dokumentar, 1954)
- Ung leg (1956)
- Den kloge mand (1956)
- Klitter (dokumentar, 1957)
- Skovridergården (1957)
- Lån mig din kone (1957)
- Spion 503 (1958)
- Skibet er ladet med - (1960)
- Frihedens pris (1960)
- Ullabella (1961)
- Løgn og løvebrøl (1961)
- Lykkens musikanter (1962)
- Det stod i avisen (1962)
- Sekstet (1963)